# Université Shalom de Bunia
L'université Shalom de Bunia (USB) est une université chrétienne évangélique interconfessionnelle privée située à Bunia, en république démocratique du Congo

## Histoire
L'université Shalom de Bunia est fondée en 1961 sous le nom d’École de Théologie au Nord du Congo par la Communauté évangélique au cœur de l’Afrique et la Communauté nationale de Christ en Afrique. En 1969, la Communauté des Églises Baptistes au Congo-Est est devenue membre de l’université. En 2007, avec l’établissement de quatre nouvelles facultés, elle a pris le nom d’Université Shalom de Bunia. En 2019-2020, elle compterait 1100 étudiants pour l'année académique .

## Facultés et Départements
L'université compte six facultés, soit les Facultés de :
- Théologie évangélique ;
- Développement (assistance sociale, développement communautaire, développement rural et planification régionale, gestion des projets de développement social, développement durable et politique publique) ;
- Sciences environnementales (aménagement et gestions des ressources naturelles, et conservation de la nature et tourisme) ;
- Médecine et sciences biomédicales ;
- Sciences agronomiques (sciences agroforestières, science agrohalieutiques)
- Administration et gestion (gestion financière, gestion des entreprises, systèmes informatiques de gestion et système d'information).

## Campus

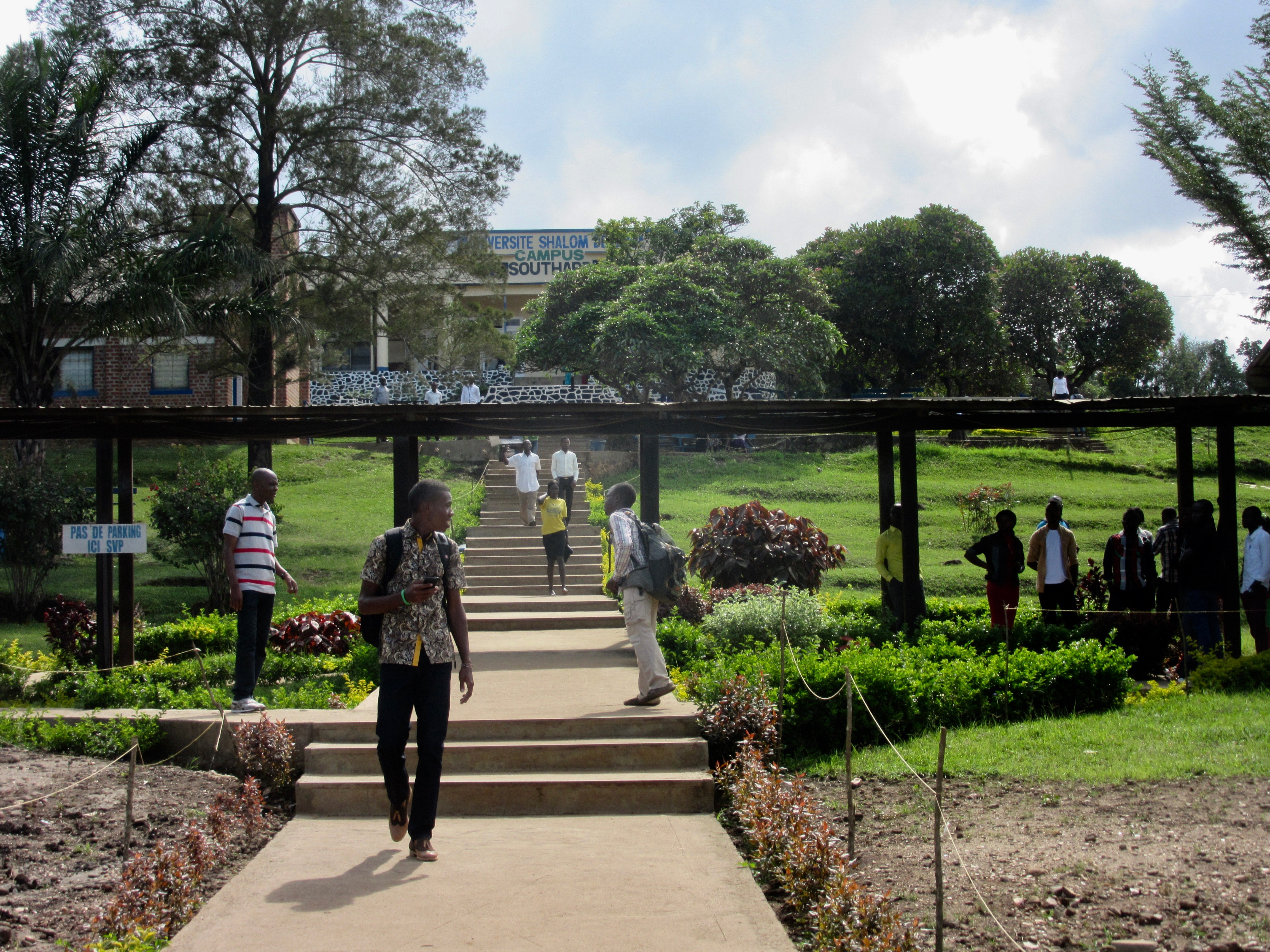
Entrée
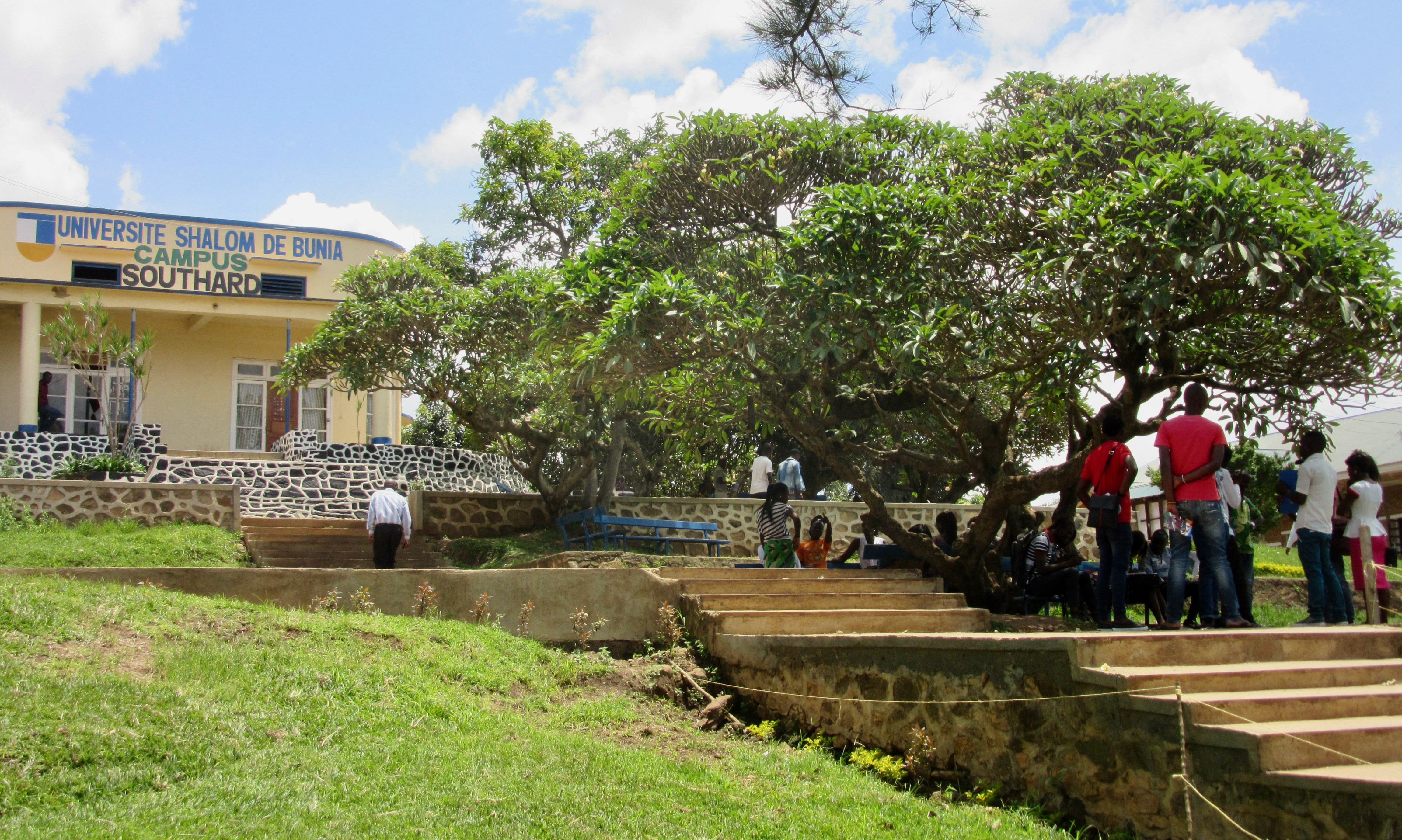
Entrée
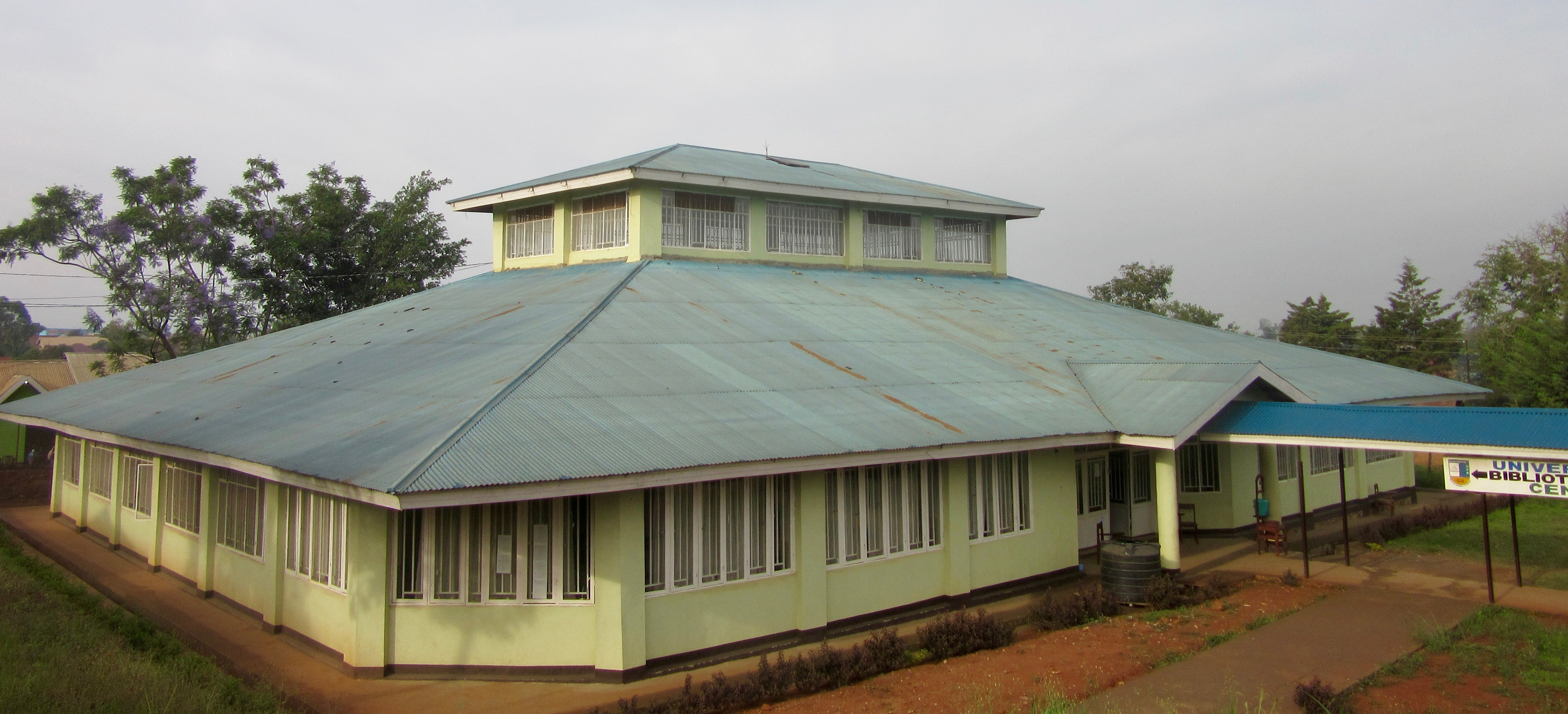
Bibliothèque Alo
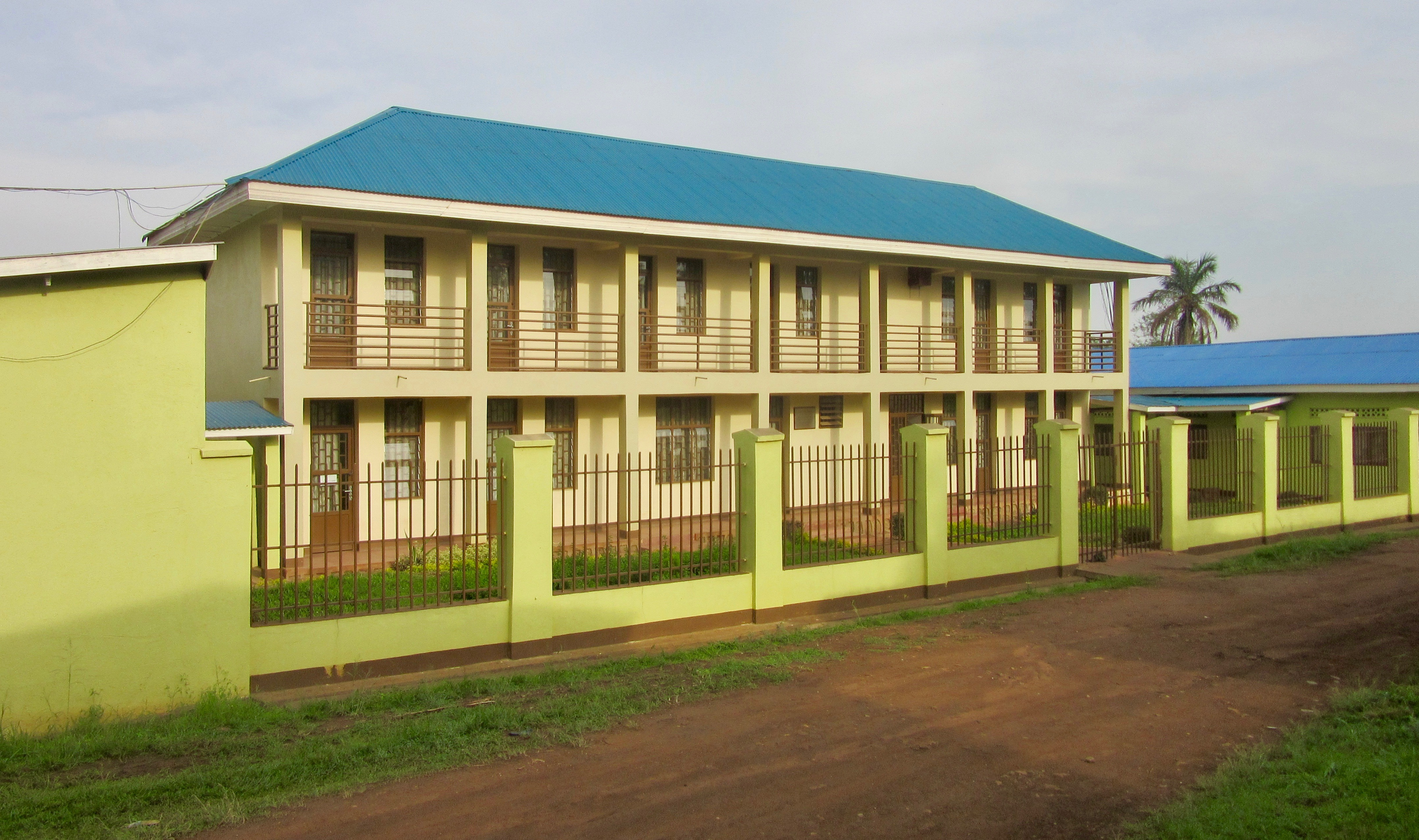
Centre doctoral Muchmore